# Diporiphora winneckei
Diporiphora winneckei là một loài thằn lằn trong họ Agamidae. Loài này được Lucas & Frost mô tả khoa học đầu tiên năm 1896.